# Witold-K
Witold-K, właśc. Witold (Wit) Leszek Kaczanowski (ur. 15 maja 1932 w Warszawie, zm. 12 marca 2025) – polsko-amerykański artysta malarz.

## Życiorys
Uczęszczał do szkoły powszechnej w Pruszkowie, a następnie do gimnazjum i liceum Mikołaja Reja w Warszawie. Studiował na Akademii Sztuk Pięknych w Warszawie na Wydziale Grafiki, gdzie jego nauczycielami byli m.in. Eugeniusz Arct, Henryk Tomaszewski i Wojciech Fangor. Po ukończeniu studiów brał udział w wystawach prezentujących młode pokolenie polskich artystów, takich jak Wystawa Młodej Plastyki w Warszawie (1956) czy wystawa malarstwa w Muzeum Narodowym w Warszawie (1961). Jego pierwsza indywidualna wystawa odbyła się w 1959 w Klubie Aktora SPATiF w Warszawie. W tym samym roku został wybrany na twórcę muralu w Oświęcimskim Centrum Kultury, który jest jednym z największych tego typu malowideł w Europie.
Na początku lat 60. zilustrował dwie książki Józefa Prutkowskiego: Krótkie gadki olimpijskie (Wydawnictwo Sport i Turystyka, Warszawa 1960) oraz Ściśle fajne. Wiersze stare i nowe (Państwowe Wydawnictwo "Iskry", Warszawa 1962).
W 1964, dzięki stypendium Ministerstwa Kultury i Sztuki PRL, wyjechał do Paryża. Miał pracownię przy ulicy Lamandé 11-15, w miejscu, gdzie wykładał Adam Mickiewicz a od lat mieści się tam Szkoła Polska im. Adama Mickiewicza przy Ambasadzie RP w Paryżu. Kolejna pracownia artysty mieściła się przy 5 Quai Montebello, z widokiem na katedrę Notre Dame. Jego pierwsza zagraniczna wystawa miała miejsce w Galerie 3 + 2 w Paryżu. Podczas pobytu we Francji zaprzyjaźnił się m.in. z pisarzem i poetą Jacques’em Prévertem, który, zainspirowany jego sztuką, stworzył poświęcony jej poemat, pisząc:

Widoma obecność, ukryty czar / zwyczajna tajemnica / Ludzie namalowani z miłością, w ulotnej ciszy i w natarczywym zgiełku dnia poprzedniego./ Śledzisz ich wzrokiem widząc jedynie plecy / a potem sam, jak teraz oni / będziesz oglądany od tyłu przez kolejnych widzów / którzy zajmą twe miejsce przed obrazem / I kolejnych widzów...... / Jacques Prévert. Paryż 1966

Przez Préverta poznał Pabla Picassa, który namalował jego portret (obraz był prezentowany m.in. w październiku 2024 podczas wystawy "On the edge" w warszawskiej galerii Sotto 63). Dzięki poznanej w tym czasie Françoise Sagan, w filmowej adaptacji jej książki La Chamade (film pt. Zawirowania serca w reżyserii Alaina Cavaliera, 1968) znalazła się scena, w której bohaterowie fabuły: Lucile (Catherine Deneuve) i Charles (Michel Piccoli) oglądają galerię jego obrazów, sprowadzonych w tym celu na plan filmowy.
W 1968 przeniósł się do Nowego Jorku, a rok później, latem 1969 do Los Angeles w Kalifornii, gdzie otworzył swoje pierwsze studio-galerię (pod adresem 9406 Wilshire Boulevard). Był zaprzyjaźniony z przebywającymi wówczas w Stanach Zjednoczonych: Romanem Polańskim, Wojciechem Frykowskim i Krzysztofem Komedą. Przez krótki czas mieszkał w domu przy 2774 Woodstock Road w dzielnicy Laurel Canyon, wynajmowanym przez Abigail Folger i Frykowskiego, zamordowanych później przez członków sekty Charlesa Mansona w posiadłości Polańskiego i jego ówczesnej małżonki, aktorki Sharon Tate przy Cielo Drive 10050. W nocy z 8 na 9 sierpnia 1969, kiedy doszło do tragicznego morderstwa Sharon Tate i jej przyjaciół, Kaczanowski miał pierwotnie uczestniczyć w spotkaniu w tym domu, jednakże nie pojawił się na miejscu, co prawdopodobnie uratowało mu życie. Po odkryciu zbrodni obawiał się o swoje bezpieczeństwo, sądząc, że może być kolejnym celem sprawców. W związku z tym został objęty ochroną policyjną. W trakcie śledztwa dotyczącego morderstw przy Cielo Drive współpracował z policją, dostarczając informacji na temat swoich przyjaciół oraz ich środowiska. Jego zeznania pomogły w zrozumieniu kontekstu społecznego i relacji ofiar, co było istotne dla prowadzonego dochodzenia. 
Przeprowadził się następnie do Santa Fe a następnie do Denver, gdzie mieszkał od 1980. Pobyt w USA zaowocował nowymi cyklami malarskimi, takimi jak: „Czarne Dziury”, „Zielone Dziury”, „Linie” czy „Samotność”.
W 1988 powstał film Krzysztofa Zanussiego pt. Gdzieśkolwiek jest, jeśliś jest... (Wherever You Are...; produkcja polsko-niemiecka) z udziałem m.in. Juliana Sandsa, Renée Soutendijk, Macieja Robakiewicza, Tadeusza Bradeckiego i Mai Komorowskiej; scenariusz inspirowany był historią młodej dziewczyny przebywającej w szpitalu psychiatrycznym, przekazaną reżyserowi przez ojca Witolda, lekarza-psychiatrę Feliksa Kaczanowskiego. Witold K. był autorem jednego z plakatów do tego filmu.
Witold-K jako pierwszy Polak miał retrospektywę w najstarszym domu aukcyjnym w Amsterdamie – Sotheby’s w 2007. Jego prace były prezentowane na ponad siedemdziesięciu wystawach, w tym czterdziestu indywidualnych, m.in. w Otis Art Institute of Los Angeles County (retrospektywa w 1973 roku), na wystawie „Graphics by Masters” w La Boetie Gallery w Nowym Jorku (obok dzieł Picassa, Chagalla, Miró, Braque’a i Giacomettiego, 1968), w warszawskiej Zachęcie (1991), Łazienkach Królewskich (2004) oraz w Muzeum Narodowym w Krakowie (2013).
W 2007 zagrał epizodyczną rolę notariusza Adama Koniecpolskiego w filmie Doroty Kędzierzawskiej Pora umierać; był także autorem grafiki wykorzystanej na plakacie promującym film. Rolę małego Witka, syna głównej bohaterki Anieli (Danuta Szaflarska), zagrał w filmie syn Kaczanowskiego, Wit Thomas Kaczanowski.
Był laureatem wielu nagród, m.in. nagrody Kongresu Wolności Kultury (1965), odznaki Zasłużony dla Kultury Polskiej (1997) oraz Srebrnego Medalu Zasłużony Kulturze Gloria Artis (2013). W 2015 uhonorowany tytułem "Wybitny Polak w USA" (Edycja Zachodnie Wybrzeże, w kategorii "Kultura") Fundacji Polskiego Godła Promocyjnego "Teraz Polska".
W 2022 powstał film dokumentalny o jego życiu i twórczości pt. Na krawędzi – Witold K. w reżyserii Jacka Knoppa i Piotra Weycherta. W filmie, poza rodziną artysty wypowiadają się m.in.: Mirosław Chojecki, Wojciech Fangor, Wojciech Fibak, Mark Grol, Dorota Kędzierzawska, Maja Komorowska, Małgorzata Omilanowska-Kiljańczyk, Krzysztof Zanussi oraz francuscy i amerykańscy przyjaciele Kaczanowskiego. Premiera telewizyjna dokumentu miała miejsce 14 marca 2025 w kanale TVP Kultura.
Pod koniec życia mieszkał i tworzył w swoich pracowniach w Warszawie i Konstancinie-Jeziornie.
Uroczystości pogrzebowe odbyły się 14 kwietnia 2025 w Domu Przedpogrzebowym Cmentarza Wojskowego na Powązkach a następnie na Cmentarzu Powązkowskim w Warszawie. Witold Kaczanowski został pochowany w grobie matki (kwatera 134 - rząd 6 - miejsce 24).

## Życie prywatne
Dziadkiem Witolda był Kazimierz Kaczanowski (1875-1937) – polityk, poseł na Sejm II kadencji w latach 1928–1930; stryjecznym dziadkiem – Mieczysław Kaczanowski (1876-1936), prawnik, urzędnik ministerialny. Ojciec Witolda, Feliks Kaczanowski (1904-1976) – psychiatra, członek Armii Krajowej, podczas II wojny światowej ukrywał Żydów, osoby z ruchu oporu i wybitne osobistości (m.in. prof. Władysława Tatarkiewicza i jego żonę) w szpitalu psychiatrycznym w Tworkach, którego był wieloletnim dyrektorem. Matka – Zofia z domu Kanigowska (1903-1933), zmarła wkrótce po urodzeniu Witolda na gruźlicę.
Siostra ojca, Anna Joanna Kaczanowska (1909-2006) była żoną Zenona Kliszki. Młodszy brat przyrodni Witolda, Feliks Kaczanowski jr (ur. 1955) jest leśnikiem, absolwentem leśnictwa w Szkole Głównej Gospodarstwa Wiejskiego w Warszawie, byłym dyrektorem Słowińskiego Parku Narodowego oraz nadleśniczym terenowym Nadleśnictwa Strzałowo Lasów Państwowych.
Trzykrotnie żonaty, był mężem m.in. Anny z domu Mackiewicz, siostrzenicy dziennikarza i publicysty emigracyjnego Wacława Zbyszewskiego oraz Laurie Smith Kaczanowski (prokurator amerykańskiego miasta Denver). Miał dwóch synów: Pawła (ur. 1954) i Wita Thomasa (ur. 1997) oraz córkę Paulinę (ur. 1964). Był także związany z Krystyną Konarską.

## Wystawy
Źródło:

### indywidualne
- Klub Aktora Spatif, Warszawa, Polska, 1959
- Klub Dziennikarza, Kraków, Polska, 1960
- Galeria ZPAP, Warszawa, Polska, 1961
- Galerie Jouvene, Marsylia, Francja, 1966
- Galerie 3+2, Paryż i Nicea, Francja, 1966
- Galerie Aux Bateliers, Bruksela, Belgia, 1967
- Galerie Le Bateau Ivre, Antibes, Francja, 1967
- Galerie Cecile de Terssac, Cannes, Francja, 1968
- Galerie La Pochade, Paryż, Francja, 1968
- Beverly Hills Club, Beverly Hills, Kalifornia, USA, 1970
- Seton Hall University Gallery, South Orange, New Jersey, USA, 1971
- Galeria Simpliciano, Mediolan, Włochy, 1972
- Retrospective, Otis Art Institute, Los Angeles, Kalifornia, USA, 1973
- Linda Daugherty Gallery, Kalifornia, USA, 1973
- Connoisseur Gallery, Carmel, Kalifornia, USA, 1973
- Tesuque Studio, Tesuque, Nowy Meksyk, USA, 1973
- St. Johns College Art Gallery, Santa Fe, Nowy Meksyk, USA, 1974
- Gargoyle Gallery, Aspen, Kolorado, USA, 1976
- Keystone Center, Keystone, Kolorado, USA, 1977
- Anneke Whatley Gallery, Keystone, Kolorado, USA, 1978
- Gallery 400, Aspen, Kolorado, USA, 1979
- First National City Bank, Houston, Teksas, USA, 1979
- J. Jouston Gallery, Vail, Kolorado, USA, 1981
- Richthofen Castle, Denver, Kolorado, USA, 1981
- Classic Century Square Gallery, Albuquerque, Nowy Meksyk, USA, 1987
- Carnegie Library Town Hall, Lawton, Oklahoma, USA, 1989
- Amparo Gallery, Scottsdale, Arizona, USA, 1991
- Living Desert Museum, Carlsbad, Nowy Meksyk, USA, 1992
- Denver Center for the Performing Arts, Denver, Kolorado, USA, 1993
- Warsaw, Paris, Aspen, Pitkin County Bank, Aspen, Kolorado, USA, 1993
- Plaza Club, Midland, Teksas, USA, 1994
- Harleys & Black Holes, Arté Gallery, Denver, Kolorado, USA, 1994
- Dartmouth Street Gallery, Albuquerque, Nowy Meksyk, USA, 1996
- Retrospective Exhibition, Pekao Gallery, Toronto, Kanada, 1997
- Special Tribute to the Artist, Ambasada Rzeczypospolitej Polskiej w Waszyngtonie, USA, 1997
- International Art Center, Filadelfia, Pensylwania, USA, 1997
- Łazienki Królewskie, Warszawa, Polska, 2004
- Sotheby’s Retrospective, Amsterdam, Holandia, 2007
- National Museum, Kraków, Polska, 2013
- Galeria Beta16, Warszawa, Polska, 2023
- Galeria Artinfo, Warszawa, Polska, 2023
- Galeria Sotto 63, Warszawa, Polska 2024

### zbiorowe
- National Museum Exhibition, Warszawa, Polska, 1956
- Warsaw Artists Exhibition, Warszawa, Polska, 1958
- Polish Art Exhibition, Gallery Gmurzynska, Oslo, Norwegia i Kolonia, Niemcy, 1966
- Second Biennale Azureenne, Cannes, Francja, 1967
- Graphics by Masters, La Boetie Gallery, Nowy Jork, USA, 1968
- 8th Annual Child Guiders Art Exhibit, Los Angeles, Kalifornia, USA, 1969
- 9th Annual Child Guiders Art Exhibit, Los Angeles, Kalifornia, USA, 1970
- Ars Longa Gallery, Houston, Teksas, USA, 1974
- ES’ Elementary Gallery, Houston, Teksas, USA, 1985
- Contemporary Southwest, Potsdam College, State University of New York, USA, 1988
- Peace Exhibit, Visual Center, Boulder, Kolorado, USA, 1988
- Nouvelle Alliance Francaise, Beverly Hills, Kalifornia, USA, 1988
- Jesteśmy – wystawa dzieł artystów polskich tworzących za granicą, Zachęta, Warszawa, Polska, 1991
- Amparo Gallery, Scottsdale, Arizona, USA, 1991
- Amparo Gallery, Scottsdale, Arizona, USA, 1992
- One West Art Center, Ft. Collins, Kolorado, USA, 1994
- Erotic Art Show, Arté Gallery, Denver, Kolorado, USA, 1994
- International Poster Art Exhibition, Colorado State University, Denver, Kolorado, USA, 1994
- Objective NonObjective, Dartmouth Street Gallery, Albuquerque, Nowy Meksyk, USA, 1995
- Hiwan Gallery, Evergreen, Kolorado, USA, 1995
- Human Nature, Dartmouth Street Gallery, Albuquerque, Nowy Meksyk, USA, 1996
- Colorado Lawyers for the Arts Exhibition, Denver, Kolorado, USA, 1997
- International Poster Art Exhibition, Colorado State University, Denver, Kolorado, USA, 1997
- 20 lat Muzeum Uniwersyteckiego w Toruniu, Toruń, Polska, 2023

## Katalogi wystaw
- Witold-K. Paintings & lithographs. Jan. 8 - Feb. 1, 1973 (Otis Art Institute of Los Angeles County, Los Angeles 1973);
- Witold-K. at Ars Longa Galleries. The Design Center of the Southwest, Houston (Ars Longa Galleries, Houston 1974);
- Witold-K. From people to black holes. 1947-2004 (Wydawnictwo MOST Andrzej Karczewski, Warszawa [2004], ISBN 83-919839-4-3);
- Witold-K. - Retrospektywa. Wystawa malarstwa Wita Leszka Kaczanowskiego (opracowanie katalogu Iza Rusiniak; zdjęcia Sławomir Białkowski; Dom Aukcyjny Rempex, Warszawa 2006);
- Witold K. at Sotheby's (Adaptacja tekstu angielskiego oraz tłumaczenia na język holenderski i francuski: Frieda Sanidas Leason; tłumaczenia na język polski: Karolina Kołtun, Anna Błaszczyńska, Barbara Rzepecka; Wydawnictwo MOST, Warszawa-Amsterdam 2007, ISBN 978-83-60840-00-9; wydanie drugie: Wydawnictwo Most, Warszawa 2008, ISBN 978-83-60840-00-9; wydanie trzecie: Wydawnictwo Most, Warszawa 2016, ISBN 978-83-60840-16-0);
- Witold-K. Limited-edition fine art prints (Denver 2013);
- Witold-K. Wystawa w Muzeum Narodowym w Krakowie w ramach cyklu "Kolekcja+" - Exhibition at the National Museum in Krakow in the series "Collection+" (redakcja Anna Kowalczyk; tłumaczenie Olga Drenda; Muzeum Narodowe, Kraków 2013, ISBN 978-83-7581-120-9);
- Witold-K. Wystawa malarstwa. 3-30 września 2022 r. Galeria "Tyle światów" (Oświęcimskie Centrum Kultury, Oświęcim 2022, ISBN 978-83-949831-7-8).